# ドラえもんのうた
「ドラえもんのうた」は、テレビ朝日系列のアニメ『ドラえもん』のオープニング主題歌として1979年に発表された曲。
作詞：楠部工、補作詞：ばばすすむ、作曲：菊池俊輔。
1979年に発表した時の歌唱（オリジナルアーティスト）は大杉久美子。

## 概要
リズムは4分の4拍子で、三連符を主体とする。オリジナルキーはニ長調だが、同じく菊池俊輔の手による劇中音楽では本曲のモチーフをハ長調で引用してアレンジした例が多い。歌詞にはタケコプター、おもちゃの兵隊、どこでもドアなどひみつ道具の名称が織り込まれているほか、四次元ポケットが示唆されている。歌詞は3番まであり、Bメロとサビの間にドラえもんが上記のひみつ道具を紹介する短いセリフが入る。歌詞はシンエイ動画社内で公募され、楠部工（創設者楠部大吉郎の息子。当時中学2年生）の案が採用された。ただし、歌詞そのものは楠部一家で作ったと本人が語っている。なお、歌詞に登場するドラえもんのセリフはすべて大山のぶ代の案である。
2003年の渡辺美里版では、2番のドラえもんのセリフを改変している。番組のオープニングテーマに使用されたテレビサイズ音源は、1番のBメロから3番のコーダに繋がる形式で構成されている。東京プリン版が使用された当初（2002年の10月から12月）は3番の歌詞を採用していた。
『ドラえもん』の原作漫画では、源静香が「ドラえもんのうた」を口ずさんでいるシーンがある。
青函トンネルでドラえもん海底列車イベントが行われている期間中には、函館駅の発車メロディとして使用されていた。2006年は主題歌の変更によって夏川りみの「ハグしちゃお」に変更されたが、同年夏をもってドラえもん海底列車の運行は終了したため、現在は使用されていない。
2008年には高校の音楽の教科書に掲載された。
神奈川県川崎市に藤子・F・不二雄ミュージアムが開館した2011年9月3日からは、同館に近い小田急小田原線向ヶ丘遊園駅の3・4番ホームにおいて接近メロディとして使用されている（音源はAメロの部分をオルゴール調にアレンジしたものを使用）。また、開館5周年を迎えた2016年9月3日には、東日本旅客鉄道（JR東日本）南武線登戸駅の3番線にも発車メロディとして導入された（音源はサビの部分を塩塚博がアレンジしたものを使用）が、こちらは2025年3月15日から同線がワンマン運転を開始したことに伴い、使用を終了している。
2019年に放送40周年を記念して常田真太郎によるアレンジ版が制作され、水田わさびをはじめとする第2期のメインキャスト5人が歌唱した。先述の大山作のドラえもんのセリフも水田の声で新たに録音された。

## 歴史
大杉久美子版
編曲はオリジナルの作曲者である菊池俊輔による。モーグ・シンセサイザーやミュートトランペットのサウンドが特徴的で、仮面ライダーなどの他の菊池作品に見られるようにイントロ部、各コーラス間の間奏部、コーダ部がそれぞれ大きく形を変える。初めて、大山のぶ代がドラえもんの台詞を担当した。
テレビシリーズでは1979年4月2日から1992年10月2日までの13年半にわたってオープニング主題歌として使用された。帯番組版では日曜版より前後数秒ずつがカットされている。映画については1980年の『ドラえもん のび太の恐竜』と1981年の『ドラえもん のび太の宇宙開拓史』で挿入歌として、また1982年の『ドラえもん のび太の大魔境』から1988年の『ドラえもん のび太のパラレル西遊記』までの7本ではオープニング主題歌として使用された。
山野さと子版
スコアはオリジナルの大杉版とほぼ同一の菊池俊輔によるアレンジだが、楽器のバランスやドラムパターンに変更が加えられたために曲の印象は異なる。ごくわずかにテンポが遅くなり、軽快なオリジナルと比較してやや落ち着いた曲調になった。大山のぶ代がドラえもんの台詞を担当した。
1989年の映画『ドラえもん のび太の日本誕生』からオープニング主題歌として使用され、1992年10月9日から2002年9月20日まではテレビシリーズのオープニング主題歌としても使用された。映画では2004年の『ドラえもん のび太のワンニャン時空伝』までのうち、1998年と2000年をのぞいた14本にオープニング主題歌として使用された。
吉川ひなの版
1998年に映画『ドラえもん のび太の南海大冒険』のオープニング主題歌として使用された。編曲は鴨宮諒。音程をオリジナルから長2度下げ、ハ長調に改めてある。大山のぶ代がドラえもんの台詞を担当した。
ウィーン少年合唱団版
2000年に映画『ドラえもん のび太の太陽王伝説』のオープニング主題歌として使用された。編曲は山下康介、編曲監修とピアノ演奏は羽田健太郎による。ウィーン少年合唱団による歌が話題となった。音程をオリジナルから短3度上げ、ヘ長調に改めてある。大山のぶ代がドラえもんの台詞を担当した。
東京プリン版
発売元はエイベックス・エンタテインメント。編曲は岩戸崇、歌は東京プリン。番組がデジタル制作へ移行した2002年10月4日から2003年4月11日まで、テレビシリーズのオープニング主題歌として使用された。菊池の手によるアレンジとは印象が全く異なり、調がヘ長調に変更されていて、テンポも速くなっている。大山のぶ代がドラえもんの台詞を担当した。
渡辺美里版
発売元はEPICレコードジャパン。編曲は金子隆博。2003年4月18日から2004年4月23日までテレビシリーズのオープニング主題歌として使用された。『テレビアニメ30周年記念 ドラえもんテレビ主題歌全集』及び渡辺のベストアルバム『25th Anniversary Misato Watanabe Complete Single Collection〜Song is Beautiful〜』に収録されている。音程をオリジナルから半音下げ、変ニ長調に改めてある。大山のぶ代がドラえもんの台詞を担当した最後のバージョンとなった。
AJI版
発売元はEPICレコードジャパン。AJIによるアカペラ曲で、編曲はAJIのリーダーである橘哲夫。2004年4月30日から2005年3月18日までテレビシリーズのオープニング主題歌として使用された。長らくCD化はされず着うた配信のみであったが、 後に『テレビアニメ30周年記念 ドラえもんテレビ主題歌全集』に収録された。変ロ長調に改めてある。『テレビアニメ30周年記念 ドラえもんテレビ主題歌全集』に収録されているフルサイズバージョンには大山のぶ代による台詞が収録されていない。
女子十二楽坊版
発売元はプラティア・エンタテインメント。女子十二楽坊の演奏によるインストゥルメンタルで、歌はないが歌詞テロップが表示されていた。編曲は西脇辰弥、古楽器編曲は梁剣峰。番組リニューアル後の2005年4月15日から2005年10月21日までオープニング主題歌として使用された。シングル発売はされておらず、アルバム『女子十二楽坊 〜THE BEST OF COVERS〜』に収録されている。
ドラえもんのうた 40th
編曲は常田真太郎、歌は水田わさび（ドラえもん）・大原めぐみ（野比のび太）・かかずゆみ（源静香）・木村昴（剛田武）・関智一（骨川スネ夫）。テレビアニメ放送40周年を記念し2019年4月5日、4月19日放送分のテレビシリーズのオープニング主題歌として使用。オープニング主題歌としての使用は、女子十二楽坊版以来約14年ぶりとなる。ドラえもんの台詞部分は水田わさびが担当している。
大山のぶ代の台詞部分のうち、2番が、渡辺版とそれ以外とで異なっている（#外部リンクを参照）。40thの水田わさびのセリフは渡辺版以前に戻されている。
本曲はテレビシリーズのオープニング主題歌として1979年4月2日から2005年10月21日までの26年半にわたって使用されてきたが、2005年10月28日に主題歌の座を夏川りみの歌う「ハグしちゃお」に引き継いで役目を全うし、映画や挿入歌などでは今後も使用の予定があることが発表された。その後、2006年3月24日放送の「ドラえもん1時間春の特大スペシャル!!」の本編終了後や同年4月21日放送の「新生ドラえもん一周年記念スペシャル!!」などで「ドラえもんのうた」が流された。また、テレビアニメ放送40周年を記念し2019年4月5日からテレビシリーズのオープニング、エンディング主題歌として「ドラえもんのうた 40th」が使用されている。

## シングル
- 1979年4月25日、SCS-474、大杉久美子、500円（EP）

B面は「青い空はポケットさ」「ドラえもん・えかきうた」
- 1980年4月1日、EK-638、インストゥルメンタル、600円（EP）

久石譲の編曲により行進曲にアレンジ。B面は「ドラえもん音頭」
- 1980年6月25日、CH-202、大杉久美子、700円（EP）

ピクチャー盤。B面は「ぼくドラえもん」
- 1989年3月10日、CK-831、山野さと子、600円（EP）

B面は「ハロー!ドラミちゃん」
- 1992年10月21日、CODC-111、山野さと子、1068円（CD 8cmシングル）

「あしたも♥ともだち」のカップリング
- 1995年6月21日、CODC-669、山野さと子、1068円（CD 8cmシングル）

カップリングは「ぼくドラえもん2112」
- 1998年3月4日、PCDA-01040、吉川ひなの、971円（CD 8cmシングル）

「ホットミルク」のカップリング
- 1998年10月21日、CODZ-3090、山野さと子、1200円（CD 8cmシングル）

CDコロちゃん。カセットテープも同時発売。
- 2000年3月18日、TOCT-4193、ウィーン少年合唱団、1200円（CD マキシシングル）

カップリングは「この星のどこかで」
- 2002年3月1日、CODC-2030、山野さと子、1200円（8cmシングル）

「キミに会いたくて」のカップリング
- 2003年1月8日、AVCD-30412、東京プリン、1050円（CD マキシシングル）

カップリングは「ぼくドラえもん2112」
- 2003年6月18日、ESCL-2405、渡辺美里、840円（CD マキシシングル）

カップリングは「ドラえもんのうた」のカラオケ
- 2019年4月17日、COKM-42389、水田わさび、大原めぐみ、かかずゆみ、木村昴、関智一（配信限定 ダウンロードシングル）

### 渡辺美里の歌唱によるシングル

#### 収録曲
1. ドラえもんのうた　
作詞：楠部工、補作詞：ばばすすむ、作曲：菊池俊輔、編曲：金子隆博、台詞：大山のぶ代
2. ドラえもんのうた (カラオケ)

#### 収録アルバム
- 『25th Anniversary Misato Watanabe Complete Single Collection〜Song is Beautiful〜』  (Disc.4 #3)

## ミニアルバム
- 1980年1月1日、CH-97、大杉久美子、700円（ミニアルバム）

テレビまんがアクションシリーズ。B面1曲目に収録
- 1997年11月21日、COCC-14692、山野さと子、1500円（CD ミニアルバム）

ピクチャー盤。カップリングは「青い空はポケットさ」「ぼくたち地球人」「ぼくドラえもん」
- 1997年11月21日、COCC-14693、山野さと子、1500円（CD ミニアルバム）

ピクチャー盤。ドラミをフィーチャーしたCDであるが、4曲目に収録。

## アルバム
1979年9月25日発売のLP『ドラえもん』に収録されたのを皮切りに、数多くの『ドラえもん』関連のアルバムに収録されている。

## その他の歌手によるカバー
高い知名度を誇る楽曲として、多くのアーティストによってカバーされた。
- アニメタル  (2011年発売のアルバム『そして伝説へ…THE LEGEND of ANIMETAL』に収録)
- 大和田りつこ（ビクター版カバーと日本クラウン版カバーが存在）
- 朝倉理恵（ソニー・ミュージックレコーズ版カバー。編曲：矢野立美）
- 大野てる穂(キングレコードの一部盤(後述の竹田えり版が制作される以前の1980年以前のもの)に収録の他、トーンなどのマイナーレーベルや日本クラウンの一部の盤に匿名表記で収録。なお、台詞があるなしのバージョン違いが存在する。)
- 竹田瑛理、台詞：野沢雅子[注 2]（キングレコード版カバー。初出は1980年発売の2枚組オムニバスLP『最新アニメ主題歌ベスト28』K13A-71/2）
- 真木ゆうこ（東芝EMI版カバー。1991年11月27日発売『テレビ人気こどものうた』（規格品番：TOCT-6349）収録）
- 伊豫部節子（ケイエスクリエイト版カバー。同社の『こどものうた』シリーズに収録）
- 川田正子、森の木児童合唱団（ライブ音源。1997年4月19日発売のCD『心の歌をいつまでも 川田正子55周年記念コンサート』COCC-14107〜8収録）
- 小曽根真（「THE ドラえもん展」にてシングルCDとして限定発売。また、アルバム『Reborn』に収録）
- 坂元昭二
- ザ・マイクハナサーズ（1992年発売のシングル『ヒーロー大行進』のメドレー曲「ヒロイン大集合」の1曲としてカバー）
- ケリー・チャン（香港・TVBで放送されているアニメ「ドラえもん」のオープニングで使用。）
- メイビス・ファン（1996年に発売されたアニメソングのカバーアルバム『小魔女的魔法書』に収録）
- 泉こなた（平野綾）、柊かがみ（加藤英美里）、柊つかさ（福原香織）、高良みゆき（遠藤綾）（『TVアニメ『らき☆すた』エンディングテーマ集 〜ある日のカラオケボックス〜』）
- マイラ・ケイ（「DORAEMON'S SONG」の曲名で、英語で歌唱。訳詞：リサ・ウィルソン、編曲：ハウス・ティー。1993年発売の『英語!ポ・ポンのポン!!〜なつかしアニメをペラペラ歌おう〜』収録）
- スコット・マーフィー（カバーアルバム『Guilty Pleasures II』に収録）
- 稲村優奈（カバーアルバム『百歌声爛 女性声優編』に収録）
- 島本須美（カバーアルバム『sings her LEGENDS』に収録）
- クレモンティーヌ（「Doraemonno Uta」の曲名で、フランス語で歌唱。カバーアルバム『アニメンティーヌ 〜ボッサ・ドゥ・アニメ〜』に収録）
- 星野源（シングル『ドラえもん』[注 3]に収録、台詞：水田わさび[注 4]）
- i☆Ris (愛踊祭2019の課題曲 [10])

## 補足
- 2005年8月、iTunes Music Store日本版の開始時に、「ドラえもんのうた」の小曽根真バージョンがトップ10にランクインしていた。
- アーケードゲームの『クレイジー・クライマー』や『国盗り合戦』で同曲が使用されている。
- 『西部警察』の第88話「バスジャック」では人質が「ドラえもんのうた」を歌うシーンがある。
- 2003年と2004年に放送されたドラえもん出演の公共広告機構のCM「ドラえもん」と「宣誓、2005年ポリオ撲滅」でBGMに使用された。前者はインストゥルメンタル、後者はチェロ演奏である。